# Werner Königshofer
Werner Königshofer, bis 29. März 1999 Franz Werner Königshofer (* 9. Juli 1953 in Innsbruck; † 25. Februar 2025) war ein österreichischer Politiker (parteilos, ehemals FPÖ) sowie Finanzberater. Königshofer war von 1994 bis 1999 Mitglied des Bundesrates und von 2008 bis 2011 Abgeordneter zum österreichischen Nationalrat. 2011 wurde er aus der FPÖ ausgeschlossen.

## Ausbildung und Beruf
Königshofer besuchte von 1959 bis 1967 die Volks- und Hauptschule in Innsbruck und absolvierte im Anschluss das musisch-pädagogische Gymnasium, das er 1972 mit der Matura abschloss. Königshofer leistete zwischen 1972 und 1973 den Präsenzdienst ab. Danach studierte er von 1973 bis 1979 Geschichte und Germanistik und von 1979 bis 1982 Rechtswissenschaften, beides an der Universität Innsbruck. Königshofer schloss beide Studien mit dem Doktortitel ab.
Nach seinem Rechtspraktikum am Oberlandesgericht Innsbruck 1983 war Königshofer Referent in der Kreditabteilung der Creditanstalt-Bankverein Wien bis 1985. Danach wechselte er als Account-Manager zur Ersten Österreichischen Sparkasse Innsbruck, wo er zwischen 1986 und 1988 tätig war.
Königshofer war zwischen 1988 und 1996 Leiter der Abteilung Marketing und Vertrieb bei der Raiffeisen-Zentralkasse Tirol. Ab 1996 war er freier Finanzberater.

## Politik
1971 trat Königshofer der Nationaldemokratischen Partei (NDP) bei, deren 2. Landessprecher für „Gesamttirol“ er 1977 wurde.
1975 wurde er Mitglied des Rings Freiheitlicher Studenten (RFS) und war von 1987 bis 2011 Mitglied der FPÖ. Er war zwischen 1992 und 1994 Gemeinderat in Wattens und Mitglied des Gemeindevorstandes. Zwischen dem 5. April 1994 und dem 29. März 1999 vertrat er Tirol und die FPÖ im Bundesrat. Königshofer trat bei der Nationalratswahl 2008 auf der Tiroler Landesliste an. Er wurde am 28. Oktober 2008 als Abgeordneter angelobt und nahm sein Mandat der Tiroler Landesliste an. Königshofer war Bereichssprecher für Volksgruppen des FPÖ-Parlamentsklubs.
Königshofer war seit seiner Studentenzeit Mitglied der deutschnationalen, schlagenden Innsbrucker akademischen Burschenschaft Brixia.
Im März 2010 sorgte sein verbaler Angriff gegen Kardinal Christoph Schönborn, der zuvor die FPÖ-Politikerin Barbara Rosenkranz kritisiert hatte, für Aufsehen: Königshofer meinte, Schönborn solle sich besser um die „‚warmen Brüder‘, Klosterschwuchteln und Kinderschänder kümmern“. Zuvor hatte Königshofer im Jänner 2010 bereits den Tiroler Landtagsabgeordneten Gebi Mair als „Landtagsschwuchtel“ bezeichnet. Mitte 2011 wurde bekannt, dass Königshofer im sozialen Online-Netzwerk Facebook aktiv Freundschaften mit teils bekennenden Nationalsozialisten unterhält und in Kommentaren dort die Terroranschläge in Norwegen mit der Fristenregelung und islamistisch motivierten Gewaltverbrechen aufrechnete. Presseberichte darüber bezeichnete er als „Naziblockwartmanier“ der „linkslinken Systempresse“. Seine eigene Website, die unter dem Domainnamen „koenigstiger.at“ registriert war, was nach seinen Aussagen keinen Bezug zum Panzer „Königstiger“ der Wehrmacht habe, nahm er im Juli 2011 nach Berichten über die Inhalte vorübergehend offline. Am 28. Juli 2011 wurde Königshofer von der Parteiführung wegen „parteischädigenden Verhaltens“ aus der Partei und dem Parlamentsklub der FPÖ  ausgeschlossen.
Wegen des Verdachts der üblen Nachrede beziehungsweise der Verhetzung hob der Nationalrat am 21. September 2011 die Immunität Königshofers auf. Er selbst hatte seit der Sommerpause krankheitsbedingt nicht mehr an Plenarsitzungen teilgenommen, da er an den Folgen einer Diabeteserkrankung litt. Am 12. Oktober 2011 teilte Königshofer schriftlich mit, dass er sein Mandat mit 15. Oktober aus gesundheitlichen Gründen zurücklegt.

## Verhältnis zum Rechtsextremismus
1971 trat Königshofer der Nationaldemokratischen Partei (NDP) bei. Königshofer rechtfertigte seine Mitgliedschaft in der 1988 wegen nationalsozialistischer Wiederbetätigung verbotenen Partei damit, dass er lediglich als 17-Jähriger in die NDP „hineingestolpert“ und danach eine Karteileiche gewesen sei.
Im Februar 2011 wurde auf der Webseite Königshofers eine rechtsextreme Schrift mit dem Titel „Tirol oder Türol“ gefunden, die politischen Gegner forderten den Rücktritt des Nationalratsabgeordneten. In diesem Zusammenhang wurde Königshofer im Juni 2014 vom Landesgericht Innsbruck wegen Verhetzung zu einer Geldstrafe verurteilt. Ihm war vorgeworfen worden, mit der erwähnten Schrift mit Angriffen auf Muslime auf seiner Homepage ethnisch-religiöse Gruppen herabgesetzt zu haben.
Im März 2011 wurde bekannt, dass Königshofer die rechtsextremistische Internetplattform Alpen-Donau.info mit Materialien versorgte. Kurz darauf wurde die Webseite vom Netz genommen. Das Handelsgericht Wien stellte im Juni 2011 bezüglich der Kontakte zu Alpen-Donau.info fest, die entsprechende Datei wurde von Königshofer „zwischen 28. Jänner 2011 und deren Veröffentlichung an Verantwortliche der Website www.alpen-donau.info weitergegeben, wo sie am 31. Jänner 2011 veröffentlicht wurde.“ Somit sah das Gericht den Kontakt zwischen Königshofer und der Neonazi-Plattform als erwiesen an.
Im Februar 2012 wurde Königshofer in diesem Kontext vom Landesgericht Innsbruck wegen übler Nachrede zu einer Geldstrafe verurteilt. Er hatte dem Linzer Datenforensiker und Kriminalbeamten Uwe Sailer unterstellt, in seinem Namen die besagte Datei an Alpen-Donau.info gemailt zu haben.

## Privates
Königshofer war Vater dreier Kinder.